# Скала Фуркас
Скала Фуркас (на гръцки: Σκάλα Φούρκας, в превод Пристанище на Фурка) е курортно селище в Егейска Македония, Гърция, в дем Касандра в административна област Централна Македония.

## География
Скала Фуркас е разположено на западния бряг на полуостров Касандра - най-западният ръкав на Халкидическия полуостров, на седем километра югозападно от Касандрия. Има население от 673 души (2001).